# روب هوغ
روب هوغ (بالإنجليزية: Rob Hogg)‏ هو محامي وسياسي أمريكي، ولد في 24 يناير 1967 في آيوا سيتي في الولايات المتحدة. حزبياً، نشط في Iowa Democratic Party ‏ والحزب الديمقراطي. وقد انتخب عضو مجلس ولاية آيوا وانتخب عضو مجلس نواب ولاية ايوا.

## وصلات خارجية
- الموقع الرسمي